# ژلازکوو (شهرستان کالیش)
ژلازکوو (به لهستانی:  Żelazków) یک روستا در لهستان است که در گمینا ژلازکوو واقع شده‌است. ژلازکوو ۱٬۲۵۰ نفر جمعیت دارد.